# Distrito de Petrogradsky

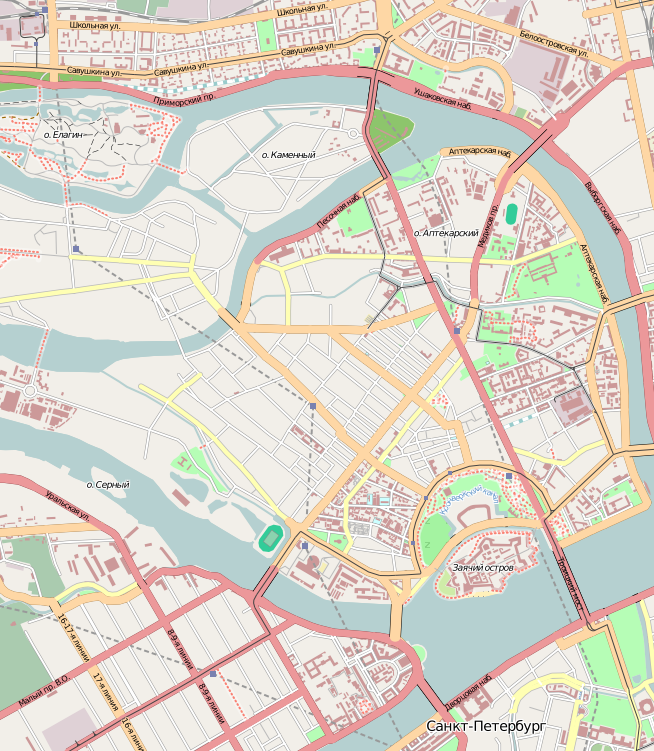
Mapa detallado del distrito de Petrogradsky.

El distrito de Petrográdskiy (en ruso: Петрогра́дский райо́н, Petrográdskiy rayón) es un distrito de la ciudad federal de San Petersburgo, Rusia. Limita con el río Bolshaya Nevka al norte y al este, el río Neva en el sur y las áreas alrededor del río Malaya Neva en el oeste. La población del distrito es de 130 455 habitantes (datos del censo de 2010).

## Distritos
Petrogradsky se compone, a su vez, de los siguientes okrugs municipales:
- Aptekarsky Ostrov
- Chkalovskoye
- Kronverkskoye
- Petrovsky
- Posadsky
- Vvedensky

## Historia
El desarrollo de lo que se convertiría en el distrito de Petrogradsky comenzó en mayo de 1703, cuando Pedro el Grande inició la construcción de la fortaleza de San Pedro y San Pablo en la isla Zayachy. Bajo el reinado de Pedro el distrito de Petrogradsky se convirtió en el centro comercial y administrativo de San Petersburgo. Fue con el propio monarca cuando la isla Gorodskoy (hoy isla Petrogradsky) emergió como centro comercial y administrativo de la ciudad.
Con el tiempo fue ocupada, principalmente, por artesanos y militares, fue prosperando y aumentando su población a través de los siglos XIX y XX. El actual barrio se formó en 1917, cuando el distrito de Primorie se separó en 1936. Los límites actuales se remontan a 1973. Incluso hoy en día, Petrogradsky es un lugar muy cotizado para bienes comerciales y residenciales.

## Cultura y deporte
El distrito cuenta con 51 instituciones culturales, incluyendo la sala de música de San Petersburgo, el Palacio de la Cultura Lensoviet, el Teatro Casa del Báltico, el Palacio de la Juventud de Leningrado, el Planetario de San Petersburgo, el Museo Histórico Militar de Artillería, Ingenieros y servicio de transmisiones, el Museo de Historia Política, el Museo de la Ciudad de la fortaleza de san Pedro y san Pablo o el Zoológico de Leningrado.
En el distrito se encuentran iglesias ortodoxas y una mezquita.
Por otra parte, Petrogradsky es conocida por su tradición deportiva. En el distrito hay 401 instalaciones deportivas, con siete estadios —incluyendo el estadio Petrovsky, sede del Zenit—, ocho piscinas, dos palacios de los deportes, 124 gimnasios, 14 pistas de tenis cubiertas, 140 campos deportivos, once campos de tiro, dos clubes de yate, seis clubes de remo y dos centros ecuestres.